# مهندسی بایومکانیک
مهندسی بایومکانیک (به انگلیسی: Biomechanical engineering)، یک زیر مجموعه از مهندسی زیستی است که اصول مهندسی مکانیک را در سیستم‌های بیولوژیکی اعمال می‌کند و از نظم علمی بیومکانیک ناشی می‌شود. مباحث مورد علاقه در این زمینه شامل مهندسی زیست پزشکی و مهندسی کشاورزی می‌باشند. در این شاخه از مهندسی، از مهارت‌های آموخته شده در زیست شناسی، فیزیک و مهندسی استفاده می‌شوند تا مطالعات حوزه سلامت گسترش یابند؛ از جمله تولید اندام‌های مصنوعی و توسعه پروتزها و ایمپلنت‌ها. همچنین طراحی، نگهداری، تعمیر و فراهم کردن امکانات فنی برای تولید بیومتریال‌ها نیز می‌تواند در این شاخه از مهندسی انجام پذیرد.